# Yves Leclercq
Pour les articles homonymes, voir Leclercq.
Yves Leclercq, né le 11 juillet 1960 à Hermalle-sous-Argenteau (province de Liège), est un scénariste de bande dessinée belge.

## Biographie
Yves Leclercq naît le 11 juillet 1960 à Hermalle-sous-Argenteau,,. Il a pour ami d'enfance Georges Van Linthout. Il étudie la photographie à l'École supérieure des arts Saint-Luc de Liège, puis il se lance comme antiquaire. C'est avec la série Falkenberg qu'il aborde la bande dessinée publiée aux éditions Le Lombard en 1997. Il livre ainsi Clara en 1997 puis Oskar l'année suivante, le troisième opus intitulé  : La Bande verte en 1999, tous trois dessinés par Georges V alias Georges Van Linthout.  
La Nuit du lièvre, un polar dessiné par Georges Van Linthout, remporte le prix du meilleur scénario au festival BD de Darnétal en 2002 ; cet album noir et blanc d’une centaine de pages est publié dans la collection « Encrages » des éditions Delcourt en 2001. Avec le même dessinateur, il crée Twins aux éditions Casterman en 2001. La série s'échelonne sur trois tomes : Cadavre ambulant (2001) suivi de Willet Burns en 2002 dans la collection « Ligne rouge » et il la clôt par Broken Twins en 2003.
En 2005, il publie, toujours avec Georges Van Linthout, Conquistador dans la collection « Romans » chez Casterman. Ils réalisent encore ensemble en 2007 une biographie de T-Bone Walker aux éditions Nocturne. En 2006, il adapte en bande dessinée Les Hauts de Hurlevent,, pour Jérôme Deleers aux éditions Casterman. Il écrit également le scénario du roman graphique The Mood pour le dessinateur liégeois Lem alias Xavier Lemmens aux éditions Des ronds dans l'O en 2006. De 2008 à 2009, il écrit le diptyque Lautremer, pour le dessinateur Stéphane Heurteau publié dans la collection « Ligne d'horizon » aux éditions Casterman.
Il est membre de la commission d'aide à la bande dessinée de création de la Fédération Wallonie-Bruxelles en tant qu'expert.
Il est également passionné de jazz. Il joue de la guitare au sein du cantaloup trio.

### Vie privée
Yves Leclercq est père de quatre enfants.

## Publications
- La Nuit du lièvre[6], Delcourt, coll. « Encrages », Paris, 2001
Scénario : Yves Leclercq - Dessin : Georges Van Linthout -  (ISBN 2-84055-533-6),Prix du meilleur scénario 2002 au Festival BD de Darnétal[7].
- Conquistador[15], Casterman, Bruxelles, 2005
Scénario : Yves Leclercq - Dessin : Georges Van Linthout -  (ISBN 2-203-33497-5)

- The Mood[17], Des ronds dans l'O, coll. « Polar », décembre 2006
Scénario : Yves Leclercq - Dessin et couleurs : Xavier Lemmens -  (ISBN 9782952317344)
- Hurlevent[8],[9],[10], Casterman, Bruxelles, septembre 2006
Scénario : Yves Leclercq - Dessin et couleurs : Jérôme Deleers -  (ISBN 2203391529)
- T-Bone Walker, Nocturne, Paris, 2007
Scénario : Yves Leclercq - Dessin : Georges Van Linthout,2 CD.

#### Livres
: document utilisé comme source pour la rédaction de cet article.
- Jacques Fiérain, « Leclercq, Yves », dans La BD dans les provinces de Liège, Namur et Luxembourg, Charleroi, Éd. l'Âge d'or, 2004, 112 p., ill. ; 31 cm (ISBN 9782960019698, OCLC 470388297, présentation en ligne), p. 67.
- Henri Filippini, « Leclercq, Yves », dans Dictionnaire de la bande dessinée, Paris, Bordas, 2005, 912 p., ill. ; 27 cm (ISBN 9782047299708 et 2047299705, OCLC 1009545288, présentation en ligne), p. 800. .
- Philippe Mellot, Michel Denni, Laurent Turpin et Isabelle Morzadec, Trésors de la bande dessinée : BDM 2023-2024 - Catalogue encyclopédique et Argus, Paris, Les Arènes, novembre 2022, 23e éd., 1677 p., ill. ; 23 cm (ISBN 9791037507280, OCLC 1351462460, présentation en ligne), p. 326, 475, 615, 730, 862, 906, 1236, 1392. .

### Podcasts
- Émission numéro 44 Sarah Ber - Gabrielle Davroy - Yves Leclercq émission Eclectrique présentée par Romain Pierre Giergen, sur 48FM via Mixcloud, 2016, (1 h 31 min 25 s).